# John Gilmour
John Gilmour, född 27 maj 1876, död 30 mars 1940, var en brittisk politiker.
Gilmour var från 1910 medlem av underhuset som konservativ unionist, inpiskare i Skottand 1919-1922 och 1924, samt biträdande skattkammarlord 1921-1922. Han blev medlem av Privy Council samma år och var sekreterare för Skottland 1924-1926, statssekreterare 1926-1929. Gilmour blev minister för jordbruk- och fiske i Ramsay MacDonalds nationella samlingsregering.